# Salsa (ples)
Salsa je ritem plesa v paru, kjer se partnerja prilagajata ritmu in določenim pravilom. Obstajajo različne šole, stili in tehnike; najbolj znane so LA salsa (Salsa on 1), NY salsa (Salsa on 2), kubanska salsa, venezuelanska ter salsa portorikana, prav tako pa obstajajo različne podkategorije, katere definira stil plesa.

## Struktura
En najpomembnejših elementov salse je odmor, tako imenovana začasna ustavitev ali stop na četrto dobo v taktu; med izvajanjem korakov po vsakih treh korakih sledi ena doba odmora, kjer plesalca ne napravita novega koraka. Ta osnovna shema je podvržena variacijam in spremembam glede na šolo salse in želje plesalcev.
Kljub temu, da obstajajo vnaprej določena zaporedja gibov, imenovana osnovni koraki ali gibi, združevanje le-teh temelji na improvizaciji; tako je domišljija plesalcev temelj kombiniranja različnih plesnih korakov v celotnem plesu.
Začetni položaj v plesu je asimetrični frontalni objem s 4 točkami stičišča med moškim in žensko;
- moški postavi svojo desno roko na hrbet svoje plesalke, na ramo;
- moška leva roka rahlo pridrži žensko desno roko (roka je rahlo upognjena, v višini ramena)
- ženska leva roka rahlo dotakne moško ramo;
- tako se oba gledata naravnost v oči.

Ta položaj se imenuje ˝zaprt˝.  Že v prvem taktu lahko partnerja spustita prijem rok, da naredita medplesalski prostor, t. i. ˝spazio˝, s čimer se par nahaja v odprtem položaju. V tem položaju ima par veliko možnosti za vse naslednje korake.
Na voljo je tudi čas, ko se par loči drug od drugega oba plesalca izvedeta solo korake (imenovano Pasitos, ali sije). To je prisotno predvsem v portorikanski salsi. Manj pogosto je v kubanskem slogu, v katerem je le trenutek solo levo do kubanske rumbe.
Kot pri vseh plesih v paru tudi pri salsi en partner vodi ter drugi sledi; vodi po navadi moški. Vodeči partner skozi govorico telesa sporoča sledečemu partnerju različne gibe in korake, ki jih bosta izvedla. Sporoča jih predvsem skozi različne pritiske rok in telesa, npr. pritisk desnice na zgornjem delu hrbta pod levo lopatico ali dviganje in spuščanje roke. 
V ˝pasitos˝ ga opravite v solo (ali v paru), so: baza naprej in nazaj, stranska levo / desno, nogomet (prvič z dvema levih stopal do levi bok ladje, in 5 z desnega stopala in noge na levi strani), kavelj (3 desno preči nazaj levo, levo do 5 križi nazaj), in nohtov, vuelta desno / levo, one-legged, dolga medosna razdalja (v času 2) in bolj ozek kot korakanje na mestu, ki prečkajo naprej in nazaj prehodu (v času 3), z variantami:
- trije koraki prestopita naprej ali nazaj (levo navzkrižno naravnost naprej, desno preči nazaj levo in še enkrat levo blizu desno);
- square (levo nazaj, desno preči nazaj levo, levo nazaj, desni na desno);
- sussicue (obrnila na desni strani vratnico levo nogo naprej pravico do 3, nato pa je streljal z leve strani, desna noga prečka nazaj levo);
- Triple tip, ali tip-toe (levo prečka nazaj desno, nazaj, levo in desno visoko nazaj, kot prvič, desno čez levo naprej, nazaj, desno in nazaj, v času 3);

Poleg pasitos smo vuelta levo / desno, da znaša okoli zunaj (desno / levo) in znotraj prelomu (desno / levo), in pol-turn (levo in desno), tako za moške in ženske. Zunanji obrat je pogostejša v številkah.
Z caricia (božanje) desnica plesalke meni desno roko dami in vrata damo nad glavo, dokler se ne dotakne vratu, nato pa levo roko je levo roko dami in vrata nad glavo plesalke navzgor dotakniti vratu (desna stran). Lacaricia se lahko izvede med korakom podlagi, in po Vuelta desno (zavijemo v smeri urinega kazalca) dama, ampak kje stik med dlanmi se obrne, da v primerjavi s standardom (to je levica človek s pravo žensko, prav človek z leve ženska).

## Ritem
˝Clave˝ je glasbeni instrument, katerega zvok se običajno jemlje kot referenčna točka za napadi korakih. V bistvu, za salsa plesalec, glavna težava je, da bi našli prvo utrip (ki sovpada s prvim utrip glasbenega quatrain); da ritem sekcija pogosto zelo zapleten in raznovrsten, v salsa pesmi, številni tolkal, ki se prekrivajo potrebujejo usposobljeno uho, tako da bo gibanje telesa usklajuje ritem. Ta vaja je pogosto težko za začetnike, ampak kot ste napredek pri učenju plesa, navado poslušanja ustvarja možnost, da takoj dekodiranje poudarki različnih tolkal. 